# デヴォーン・ジャイルズ
デヴォーン・ジャイルズ（Devonne Giles、1983年7月21日 - ）は、アメリカ合衆国出身のバスケットボール選手である。ポジションはフォワード/センター。

## 来歴
テキサス工科大学を卒業後、オランダ→フランス→ハンガリー→フィンランドでプレー。
2013-14シーズンは大分ヒートデビルズに所属した。

## プレースタイル
派手さはないが堅実なプレーでゴール下を支配し、リバウンドを獲得する。